# فهرست موکاران ارمنی
در زیر فهرست موکاران ارمنی آمده است:
- گریگوری آواکیان ru:Авакян, Григорий Вартазарович
- هایکاز آقاجانیان ru:Агаджанян, Айказ Саркисович
- آرشالویس آزاریان ru:Азарян, Аршалус Амбарцумовна
- پطروس آیوازیان
- مانوچار هایراپتیان ru:Айрапетян, Манучар Николаевич
- خاچاطور هایراپتیان ru:Айрапетян, Хачатур Макарович
- گورگن هایریان ru:Айриян, Гурген Маркарович
- گوهاریک آمیریان ru:Амирян, Гоарик Амбарцумовна
- پاول آرزومانیان
- مسروپ باغداساریان ru:Багдасарян, Месроп Семёнович
- میکائیل باقرامیان ru:Баграмян, Михаил Апкарович
- شماوون قاریبیان ru:Гарибян, Шмавон Акопович
- یرواند گریگوریانتس ru:Григорьянц, Ерванд Леонтьевич
- هاکوب یسائیانتس ru:Есаянц, Акоп Галустович
- سیرانوش یسائیانتس ru:Есаянц, Сирануш Оганесовна
- آرپنیک زاخاریان
- ساتنیک کاباساکالیان ru:Кабасакалян, Сатеник Сероповна
- آراکسیا کاراکوزیان ru:Каракозян-Гусейнова, Араксия Айказовна
- hy:Մարինոս Քարամյան ru:Карамян, Маринос Асатуровна
- پایتسار اوهانسیان ru:Оганесян, Пайцар Саркисовна
- پوغوس پوغوسیان ru:Погосян, Погос Симонович
- hy:Ռոզա Ստեփանյան ru:Степанян, Роза Вартановна
- گریگور شاهنیان ru:Шагенян, Григорий Саркисович
- روبن شاهگالدیان ru:Шаголдян, Рубен Павлович
- تامار شاهگالدیان ru:Шаголдян, Тамара Бадаловна